# Velsen-Noord
Pour les articles homonymes, voir Noord.
Velsen-Noord est un village de la province de Hollande-Septentrionale aux Pays-Bas. Il fait partie de la commune de Velsen. Le village est situé environ 10 km au nord de Haarlem.
La population de la ville de Velsen-Noord est de 4 960 habitants (2005). Le district statistique compte environ 5 260 habitants.